# Love & Letter
Love & Letter – pierwszy album studyjny południowokoreańskiej grupy Seventeen, wydany 25 kwietnia 2016 roku przez Pledis Entertainment i dystrybuowany przez LOEN Entertainment. Płytę promował singel „Pretty U” (kor. 예쁘다 Yeppeuda).
Album ukazał się w dwóch edycjach: „Love” i „Letter”. Sprzedał się w nakładzie 197 168 egzemplarzy w Korei Południowej (stan na październik 2017 r.).
4 lipca 2016 roku album został wydany ponownie pod tytułem Love&Letter Repackage Album i zawierał dodatkowo pięć nowych utworów, wraz z głównym singlem „Very NICE” (kor. 아주 NICE Aju NICE). Sprzedał się w nakładzie 110 746 egzemplarzy w Korei Południowej (stan na listopad 2017 r.).

## Lista utworów

### Love & Letter
| Nr  | Tytuł                                                                                                  | Słowa                                             | Muzyka                                      | Czas |
| --- | --- | ------------------------------------------------- | ------------------------------------------- | ---- |
| 1.  | "Chuck" (kor. 엄지척 Eomjicheog)                                                                       | Woozi, S.Coups, Vernon, Wonwoo, Mingyu, Dino      | Woozi, Won Young-heon, Dong Ne-hyung        | 2:58 |
| 2.  | "Pretty U" (kor. 예쁘다 Yeppeuda)                                                                      | Bumzu, Woozi, S.Coups, Vernon, Seungkwan          | Bumzu, Woozi, Won Young-heon, Dong Ne-hyung | 3:27 |
| 3.  | "Still Lonely" (kor. 이눔의 인기 Inomui Ingi) (wyk. Jun, Hoshi, Wonwoo, Woozi, DK, Vernon i Dino)      | Woozi, Vernon, Wonwoo, Seungkwan, Hoshi           | Woozi, Lee Hyun-do, Kim Jin-hwan            | 3:26 |
| 4.  | "Popular Song" (kor. 유행가 Yuhaengga)                                                                 | Bumzu, S.Coups, Vernon, Mingyu, Dino              | Bumzu                                       | 3:43 |
| 5.  | "Say Yes" (wyk. DK & Seung Kwan)                                                                       | Kiggen, Woozi, Seungkwan, Dokyeom                 | Kiggen                                      | 3:50 |
| 6.  | "Drift Away" (kor. 떠내려가 Tteonaeryeoga) (wyk. S.Coups, Jeonghan, Joshua, Mingyu, The8 i Seung Kwan) | Woozi, S.Coups, Seungkwan, Mingyu, Hoshi          | Woozi                                       | 3:09 |
| 7.  | "Adore U" (kor. 아낀다 Akkinda) (Vocal Team Ver.)                                                      | Bumzu, Woozi, S.Coups, Vernon, Seungkwan, Dokyeom | Bumzu, Woozi, Yeom Donggun                  | 3:44 |
| 8.  | "Mansae" (kor. 만.세) (Hip Hop Team Ver.)                                                              | Bumzu, Woozi, S.Coups, Vernon, Wonwoo, Mingyu     | Bumzu, Woozi, S.Coups, Vernon               | 3:23 |
| 9.  | "Shining Diamond" (Performance Team Ver.)                                                              | Woozi, S.Coups, Vernon, Kim Minjung               | Woozi, Master Key, Lissie                   | 2:30 |
| 10. | "Love Letter" (kor. 사랑쪽지(Love Letter) Sarangjjokji (Love Letter))                                  | Woozi, S.Coups, Vernon, Wonwoo, Mingyu            | Woozi, Won Young-heon, Dong Ne-hyung        | 2:58 |

### Love&Letter Repackage Album
| Nr  | Tytuł                                                                                                   | Słowa                                                  | Muzyka                                           | Czas |
| --- | --- | ------------------------------------------------------ | ------------------------------------------------ | ---- |
| 1.  | "No F.U.N"                                                                                              | Woozi, S.Coups, Vernon, Wonwoo, Seungkwan, Hoshi, Dino | Woozi, EarAttack                                 | 3:01 |
| 2.  | "Very NICE" (kor. 아주 NICE Aju NICE)                                                                   | Bumzu, Woozi, S.Coups, Vernon                          | Bumzu, Woozi                                     | 3:12 |
| 3.  | "Healing" (kor. 힐링)                                                                                   | Woozi, S.Coups, Vernon, Mingyu, Dino                   | Woozi, Won Young-heon, Dong, Nehyung             | 3:23 |
| 4.  | "SIMPLE" (Woozi Solo)                                                                                   | Woozi                                                  | Woozi, Won Young-heon, Dong Ne-hyung, Min Sik-yi | 3:40 |
| 5.  | "Can't See The End" (kor. 끝이 안보여 Kkeuti Anboyeo) (wyk. S.Coups, Wonwoo, DK, Mingyu i Vernon)       | S.Coups, Vernon, Wonwoo, Mingyu                        | Bumzu                                            | 3:09 |
| 6.  | "Chuck" (kor. 엄지척 Eomjicheog)                                                                        | Woozi, S.Coups, Vernon, Wonwoo, Mingyu, Dino           | Woozi, Won Young-heon, Dong Ne-hyung             | 2:58 |
| 7.  | "Pretty U" (kor. 예쁘다 Yeppeuda)                                                                       | Bumzu, Woozi, S.Coups, Vernon, Seungkwan               | Bumzu, Woozi, Won Young-heon, Dong Ne-hyung      | 3:27 |
| 8.  | "Still Lonely" (kor. 이눔의 인기 Inomui Ingi) (wyk. Jun, Hoshi, Won Woo, Woozi, DK, Vernon i Dino)      | Woozi, Vernon, Wonwoo, Seungkwan, Hoshi                | Woozi, Lee Hyun-do, Kim Jin-hwan                 | 3:26 |
| 9.  | "Popular Song" (kor. 유행가 Yuhaengga)                                                                  | Bumzu, S.Coups, Vernon, Mingyu, Dino                   | Bumzu                                            | 3:43 |
| 10. | "Say Yes" (wyk. DK & Seung Kwan)                                                                        | Kiggen, Woozi, Seungkwan, Dokyeom                      | Kiggen                                           | 3:50 |
| 11. | "Drift Away" (kor. 떠내려가 Tteonaeryeoga) (wyk. S.Coups, Jeong Han, Joshua, Min Gyu, The8 i Seungkwan) | Woozi, S.Coups, Seungkwan, Mingyu, Hoshi               | Woozi                                            | 3:09 |
| 12. | "Adore U" (kor. 아낀다 Akkinda) (Vocal Team Ver.)                                                       | Bumzu, Woozi, S.Coups, Vernon, Seungkwan, Dokyeom      | Bumzu, Woozi, Yeom Donggun                       | 3:44 |
| 13. | "Mansae" (kor. 만.세) (Hip Hop Team Ver.)                                                               | Bumzu, Woozi, S.Coups, Vernon, Wonwoo, Mingyu          | Bumzu, Woozi, S.Coups, Vernon                    | 3:23 |
| 14. | "Shining Diamond" (Performance Team Ver.)                                                               | Woozi, S.Coups, Vernon, Kim Minjung                    | Woozi, Master Key, Lissie                        | 2:30 |
| 15. | "Love Letter" (kor. 사랑쪽지(Love Letter) Sarangjjokji (Love Letter))                                   | Woozi, S.Coups, Vernon, Wonwoo, Mingyu                 | Woozi, Won Young-heon, Dong Ne-hyung             | 2:58 |

## Notowania
| Lista                        | Pozycja |
| ---------------------------- | ------- |
| Gaon Weekly Album Chart      | 1       |
| Gaon Monthly Album Chart     | 1       |
| Gaon Yearly Album Chart      | 12      |
| Oricon Weekly Album Chart    | 8       |
| Billboard Heatseekers Albums | 5       |
| Billboard World Albums       | 3       |
| Five Music (Tajwan)          | 4       |

| Lista                     | Pozycja |
| ------------------------- | ------- |
| Gaon Weekly Album Chart   | 1       |
| Gaon Monthly Album Chart  | 1       |
| Gaon Yearly Album Chart   | 12      |
| Oricon Weekly Album Chart | 6       |
| Five Music (Tajwan)       | 3       |